# Alpheus perezi
Alpheus perezi is een garnalensoort uit de familie van de Alpheidae. De wetenschappelijke naam van de soort is voor het eerst geldig gepubliceerd in 1908 door Coutière.